# Krkavá skala
Krkavá skala je přírodní památka v katastrálním území města Ružomberok v okrese Ružomberok v Žilinském kraji na Slovensku. Chráněné území bylo vyhlášeno v roce 1952 a jeho rozloha je 0,26 hektaru. Předmětem ochrany je geomorfologický útvar skalní jehly.

## Přírodní poměry
Mohutná skalní jehla, tvořená vápencem a dolomitem, vznikla erozní činnosti. Ve spodní části skály jsou viditelné vrstvy horniny ze střední jury (dogger). Na jejím vrcholu se nacházejí porosty borovice a buku. 
Rostou zde významné druhy vápencové flóry - prvosenka holá (Primula Auricula), hořec Clusiův (Gentiana Clusii), koniklec slovenský (Pulsatilla slavica), chudina vždyzelená (Draba aizoides), lomikámen vždyživý (Saxifraga paniculata), sleziník červený (Asplenium trichomanes), sleziník zelený  (Asplenium viride). Ze obratlovců byly pozorovány ještěrky živorodé (Zootoca vivipara) a z nápadnejších druhů hnízdící rehek domácí (Phoenicurus ochruros). Skála porostlá borovicemi slouží jako odpočinkové místo přelétávajících ptáků jako poštolka obecná (Falco tinnunculus), krkavec černý (Corvus corax) a mnoha dalších. Na území platí 4. stupeň ochrany.